# Rudolf von Mecklenburg-Stargard
Rudolf von Mecklenburg-Stargard († 1415) war von 1387 bis 1389 Bischof von Skara und von 1391 bis 1415 Bischof im Bistum Schwerin.

## Leben
Rudolf war der Sohn von Herzog Johann I. von Mecklenburg-Stargard und dessen dritter Ehefrau Agnes, der Witwe des Fürsten Nicolaus IV. von Werle-Goldberg, einer Tochter des Grafen Ulrich II. von Lindow-Ruppin.
Erstmals belegt findet sich Rudolf 1382 mit seinem Magister D. Bernhard von Grollen in Prag als dort an der Karls-Universität immatrikulierter Student. Er wurde dort im Originalmatrikel der Juristischen Fakultät unter der Rubrik Immatrikulierte Hörer des geistlichen Rechts von sächsischer Nation als D. Rudolphus, dux Magnolensis geführt.
Papst Urban VI. erhob am 20. März 1387 Rudolf zum Bischof des vakant gewordenen schwedischen Bistums Skara. Seit 1364 regierte dort bereits sein Vetter, Albrecht III. von Mecklenburg als König von Schweden. Durch eine strenge und selbstsüchtige Amtsführung genossen beide keinen guten Ruf. Als 1389 Margarethe von Dänemark-Norwegen in der Schlacht bei Falköping König Albrecht III. besiegte und gefangen nahm, kam auch Rudolf als Bischof von Skara kurzzeitig in Gefangenschaft. Nach seiner Freilassung blieb er nicht länger in Schweden.
Am 11. August 1390 wurde wieder ein Postulatus für den Schweriner Bischofssitz genannt. Doch es dauerte noch bis zum 11. Januar 1391, dass Rudolf III., Herzog von Mecklenburg-Stargard, bislang Bischof von Skara in Schweden, von Papst Bonifatius IX. nach Schwerin transferiert wurde und als episcopus et pastor die cura et administracio diese Kirche in spiritualibuset temporalibus empfing. Das Domkapitel zu Schwerin, die Geistlichen und die Vasallen der Diözese erhielten ebenso entsprechende Bullen wie der zuständige Erzbischof, Albert II. von Braunschweig-Lüneburg und König Wenzel. Rudolf war danach bis zu seinem Tod Bischof von Schwerin. Die Bischöfe Gerhard Holtorp von Ratzeburg und Eberhard I. Attendorn von Lübeck wurden am 13. Januar 1391 beauftragt, dem neuen Schweriner Bischof den Fidelitätseid abzunehmen, um ihm eine Reise zum päpstlichen Hof zu ersparen. Finanzielle Verpflichtungen, die seine beiden Amtsvorgänger Melchior von Braunschweig-Grubenhagen und Potho von Pothenstein hätten begleichen sollen, musste nun Rudolf übernehmen. Wann, wo und durch wen Rudolf die Bischofsweihe empfangen hatte, ist nicht bekannt.
1392 war er am Zustandekommen des Landfriedens in Mecklenburg beteiligt. Am 20. Dezember 1404 erteilte er persönlich in der Stiftskirche Bützow die Subdiakonatsweihe an den Akolythen Gotfrid Nynohr und bestätigte urkundlich mit seinem großen Siegel.
Auch an seiner neuen Wirkungsstätte bekam er nicht unerhebliche finanzielle Schwierigkeiten bei der Befreiung seines Vetters, König Albrecht von Schweden, aus der Gefangenschaft. 1397 kam es dadurch zu offenen Auseinandersetzungen und kriegerischen Verwicklungen zwischen den Brüdern des Bischofs und den Schweriner Herzögen mit den Herren von Werle aufseiten des Domkapitels. Am 6. Februar 1397 verkaufte Bischof Rudolf dem Schweriner Domherren Johann Berchteheile die Schweriner Bischofsmühle, die dieser am 17. März 1397 dem Domkapitel vermachte. Schon ab 22. Januar 1396 befanden sich die Schlösser des Stifts Bützow und Warin als Pfänder in seinem Besitz. Johann Berchteheile war 1397 maßgeblich an einem Aufstand des Domkapitels gegen Bischof Rudolf wegen dessen Verschwendung von Stiftsgütern beteiligt.
Der Bischof wurde nicht ohne eigene Schuld entmachtet und wohnte auf seiner Notresidenz in Stralsund. Nach dem Einlenken des Bischofs und der Zusage einer Neuordnung der Finanzen mit Hilfe des Domkapitels kam es 1399 zu einer ersten Aussöhnung. Der Konflikt dauerte aber noch bis 1401.
Zur Ausübung der bischöflichen Weihegewalt bediente sich Bischof Rudolf während dieser schwierigen Zeiten der Weihbischöfe Johannes von Laodicea, Jacobus von Constantia und Heinrich Wesenborch. Letzterer war als Propst von Rühn auch Unterhändler in den Schwierigkeiten mit der Stadt Stralsund.
Im Jahr 1407 war Rudolf maßgeblich am Papenbrand thom Sunde beteiligt, als er das Urteil über die Stralsunder Bürger sprechen sollte. Er verkündete nach deren Nichterscheinen den Bann gegen Bürgermeister, Rat der Stadt und alle Stralsunder Einwohner. Alle geistlichen Handlungen in Stralsund wurden durch ein Interdikt untersagt. Lange prozessierte deswegen Bischof Rudolf vor der Kurie, bis am 16. Mai 1410 der päpstliche Kaplan Dr. Archangelus de Bonifatii de Aquila ein überraschendes Urteil sprach. In einer wortreichen Urkunde mit namentlicher Aufführung aller Stralsunder Bürgermeister und Ratsherren wurde Bischof Rudolf zur Zahlung von 160 000 Goldflorin verurteilt und die Stadt vom verhängten Bann befreit. Die Entrichtung fälliger Abgaben durch Verhängung kirchlicher Strafen verwendete der Nachfolger Rudolfs im Schweriner Dom bei Arbeiten an der Fensterfront, wo eine rote Inschrift zu lesen war: „Dith hebben de Sundeschen mothen buwen, datt se de papenn verbrannt haddenn“ (Das haben die Stralsunder bauen müssen, weil sie die Priester verbrannt haben).
Zu den wenigen geistlichen und herausragenden Ereignissen seiner Amtszeit gehörte am 7. März 1396 die Gründung der Kartause zu Marienehe bei Rostock. Am 20. Dezember 1408 bezeugte Bischof Rudolf eine Vikarie an der Dobbertiner Klosterkirche unter dem Patronat des Knappen Nicolaus von Dessin.
Das Leben Bischof Rudolfs III., Herzog von Mecklenburg-Stargard, ging 1415 zu Ende. Wo er starb ist ebenso unbekannt, wie der genaue Todestag. Am 28. Juli 1415 war Bischof Rudolf noch am Leben, am 27. Dezember 1415 ist bereits ein Administrator im Amt. Schon am 15. November 1400 hatte sich der Verstorbene mit einer Ablassverleihung seine letzte Ruhestätte im Doberaner Münster ausgebeten. Die Beisetzung soll im Doberaner Münster erfolgt sein, wie gewünscht in der alten fürstlichen Grabkapelle.
Eine besondere Gedenktafel oder einen Grabstein hat Bischof Rudolf nicht erhalten.

## Siegel
Bischof Rudolf führte mehrere Siegel nacheinander. Ein rundes Siegel, auf welchem ein rechtsgelehnter Schild mit dem mecklenburgischen Stierkopf, über welchem ein bekrönter Helm steht, aus dem Stierhörner hervorragen. Zu beiden Seiten der Helmdecke finden sich einige deckenartige Verzierungen.
Die Umschrift ist auf eigentümliche Weise abgeteilt und lautet: + S rudolphi - et duc magnoplens - dei gra epi zwerine.
Ein gleiches Siegel als Bischof von Scara befindet sich im Königlichen Reichsarchiv zu Stockholm.
Bischof Rudolf führte ein weiteres großes Siegel sigillum maius von elliptischer Gestalt. Im Siegelfelde steht, ohne weitere Verzierungen, nach Art des alten Siegel, jedoch ohne besonderen Kunstgeschmack, ein Bischof in ganzer Gestalt mit erhobener Rechten, in der Linken den Stab haltend. Zu seinen Füßen steht rechts ein Schild mit dem mecklenburgischen Stierkopfe, links der Schild mit dem bischöflich-schwerinschen Wappen.
Die Umschrift lautet: + S' RODOLPHI. DEI. GRA. EPI. ZWERINEN. ET. DUC'. MAGPOEN.
Zwischen 1399 und 1400 führte er ein kleineres rundes Siegel, auf welchem zwischen zwei Pfeilern Schild, Helm und Krone, wie auf seinem ersten Siegel, dargestellt sind. An den Seiten der Pfeiler sind gotische Nischen, in deren rechter ein Engel, in deren linker ein Heiliger zu Ross (der St. Georg) steht. Die Umschrift lautet: S. RODOLPhI. DEI. EPI. ZWERINEN. DVCIS: MAGNOPO.
Im vierten Siegel als Bischof von Schwerin steht in der oberen Hälfte in der gotischen Nische ein Marienbild mit dem Christuskind auf dem Arm. In der unteren Hälfte kniet ein betender Geistlicher, vor diesem rechts ein großer, vierfach geteilter Schild mit dem bischöflich-schwerinschen Wappen und dem mecklenburgischen Stierkopf.
Die Umschrift lautet: + RODOLPhI. DEI. GRA. EPI. ZWERIEN. ET. DVCIS. MAGNOPOL'.
Von 1406 bis 1415 führte der Bischof neben dem vierten noch ein kleineres rundes Siegel.